# Мемориал Бронштейна
Мемориал Бронштейна (бел. Мемарыял Бранштэйна) — шахматный турнир, который проводится в Минске в память о международном гроссмейстере Д. И. Бронштейне (1924—2006). Традиционно собирает более ста участников, среди которых десятки гроссмейстеров и международных мастеров.

## Турниры
| № | Турнир                   | Дата проведения | Победитель    |
| - | ------------------------ | --------------- | ------------- |
| 1 | Мемориал Бронштейна 2014 | февраль 2014    | Б. А. Джобава |
| 2 | Мемориал Бронштейна 2015 | февраль 2015    | С. А. Жигалко |
| 3 | Мемориал Бронштейна 2016 | февраль 2016    | А. Н. Бортник |

Юный шахматист А. В. Сарана поехал в 2014 на турнир с целью выполнить мастерский норматив, а в результате выполнил гроссмейстерский с перформансом 2641, в партиях с 9 гроссмейстерами набрав 5,5 очков.